# 대한민국 상이군경회
대한민국상이군경회(大韓民國傷痍軍警會, Korea Disabled Veterans Organization, 약칭: KDVO)는 상이군경회원 간 상부상조하여 자활능력을 배양하기 위해 설립된 대한민국 국가보훈부 소관 사단법인이다. 서울특별시 영등포구 국회대로76길 33에 위치하고 있다.

## 설립 근거
- 국가유공자 등 단체 설립에 관한 법률 제1조[1]

## 연혁
- 1951년 5월 15일: 사단법인 대한상이군인회 창립

## 조직
- 총회
- 이사회
- 감사
  - 감사실
- 상군체육회
  - 사무처

### 대한민국상이군경회장 유을상
- 비서실

#### 부회장

##### 사무총장
- 기획실
  - 기획부
    - 기획과
    - 홍보과

  - 국제협력부
    - 국제협력과
- 총무국
- 총무부
  -     - 총무과
    - 경리과

  - 법무팀
- 시도지부
  - 시군구지회
- 십자성직할특별지회
- 복지국
  - 복지부
    - 복지과
    - 재활체육과
- 지도국
  - 지도부
    - 지도1과
    - 지도2과
    - 지도3과
- 사업관리국
  - 사업관리부
    - 사업관리1과
    - 사업관리2과
    - 사업관리3과
    - 사업관리4과
    - 재무과